# Cordoma
Un cordoma es una neoplasia muy poco frecuente, de lento crecimiento, que se postula se deriva de remanentes de la notocorda. La evidencia que apoya este postulado consiste en la localización de los tumores a lo largo del esqueleto neuroaxial, parecidos patrones de tinción inmunohistoquímica, y la demostración que células notocordales permanecen en el clivus y la región sacrococcígea cuando los remanentes de la notocorda regresan durante la vida fetal.

## Presentación
Los cordomas pueden originarse en los huesos de la base del cráneo y en cualquier lugar del recorrido de la columna vertebral. Las localizaciones más frecuentes son el clivus y el sacro.

## Genética
Se ha informado sobre un pequeño número de familias con varios miembros afectados por un cordoma. En cuatro de estas familias se encontró que una duplicación del gen T fue la causa del tumor.
Se ha sugerido una posible asociación con el complejo de la esclerosis tuberosa (TSC1 o TSC2 en inglés)

## Epidemiología
En los Estados Unidos, la incidencia anual del cordoma es aproximadamente 1 en un millón (300 nuevos pacientes cada año).
Mientras que la mayoría de las personas con cordoma no tiene otro miembro de la familia con la enfermedad, casos de tumores en varios miembros de una misma familia han sido documentados. Este hecho sugiere que algunas personas pueden estar genéticamente predispuestas a desarrollar este tumor. Para dilucidar la existencia de estos factores genéticos o hereditarios de riesgo, científicos del Instituto Nacional del Cáncer de Estados Unidos está desarrollando el Estudio del Cordoma Familiar, para encontrar los genes implicados en el desarrollo de este tumor.

## Anatomía patológica

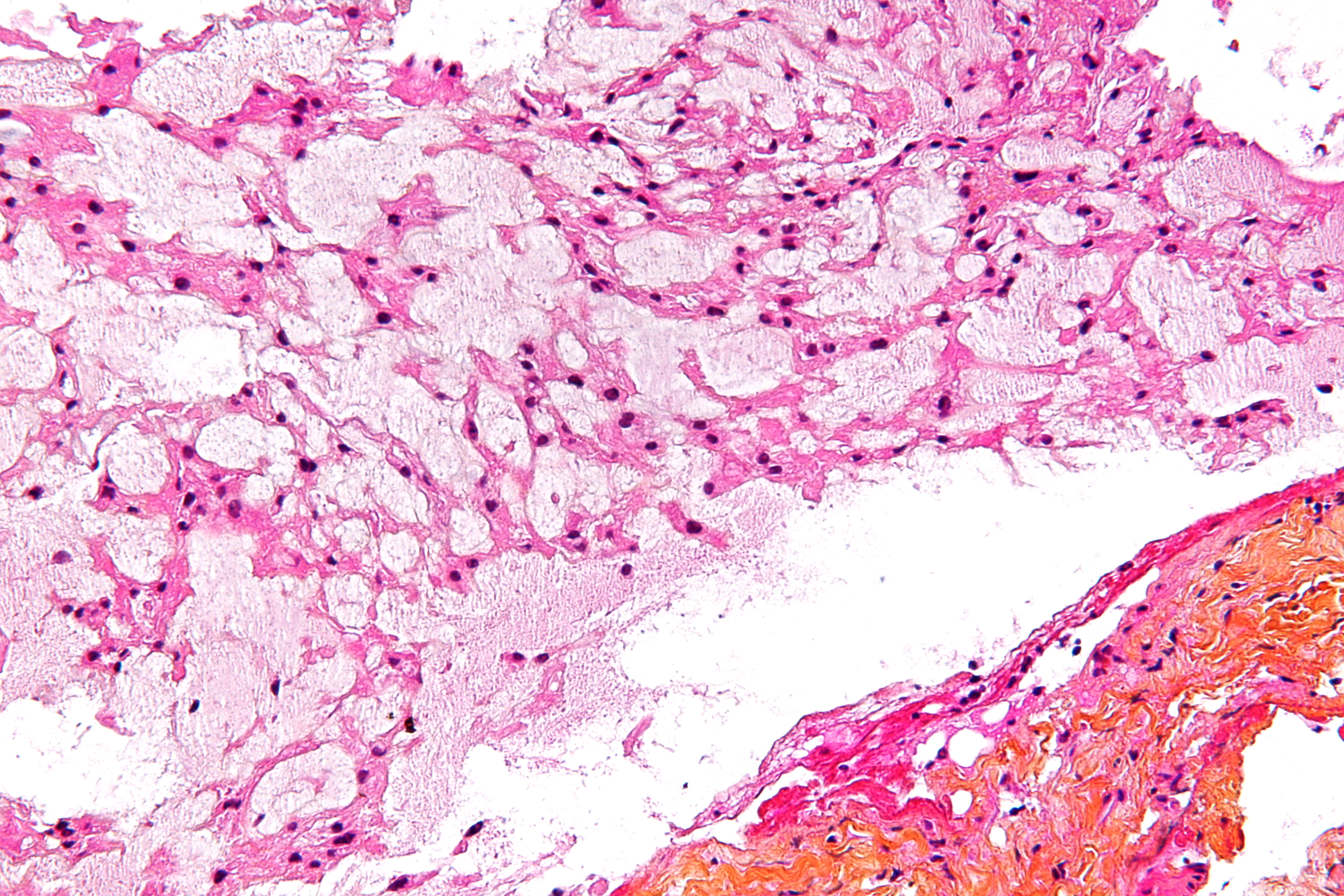
Imagen microscópica mostrando un cordoma. Tinción de Hematoxilina Eosina.

Los cordomas son tumores de lento crecimiento, con una duración de los síntomas antes del diagnóstico de más de cinco años. Aproximadamente un 50% se localizan en la zona sacrococcígea, 35% en el área esfeno-occipital del cráneo y el resto a lo largo de la columna vertebral. Los tumores sacrococcígeos son más frecuentes en la quinta y sexta décadas de la vida, mientras que muchos de los esfeno-occipitales ocurren en niños y adolescentes. En los primeros, una porción del sacro es destruida por una reacción osteolítica, o más raramente, por una proceso osteoblástico. El espacio retroperitoneal es frecuentemente invadido por extensión directa. El tumor puede crecer lo suficiente como para obstruir la luz del intestino grueso, incidir sobre la vejiga o infiltrar la piel por extensión directa. Los cordomas esfeno-occipitales pueden presentarse como masas nasales, paranasales o nasofaríngeas, como afectación múltiple de nervios craneales o con destrucción ósea. Excepcionalmente, pueden causar hemorragia aguda pontocerebelar fatal.
Macroscópicamente, se trata de una masa gelatinosa y blanda que contiene áreas de hemorragia.
Microscópicamente, recuerda al tejido notocordal normal en sus distintos estadios de desarrollo. Crece en cordones celulares y lóbulos de células separados por una cantidad variable de tejido mucoide intercelular. Algunas de las células neoplásicas (conocidas como fisalíferas) son extremadamente grandes, con citoplasmas vacuolados y núcleos vesiculares prominentes. Algunas de las vacuolas citoplásmicas contienen glucógeno. Otras células tumorales son pequeñas, con núcleos inaparentes y sin nucléolos visibles. Generalmente hay pocas mitosis, o estas ausentes. Puede haber áreas de cartílago o hueso. Hay tres variantes histopatológicas del cordoma: clásica o convencional (la descrita), condroide y desdiferenciada.
Ultraestructuralmente, las células notocordales muestran un complejo mitocondria-retículo endoplásmico rugoso peculiar, así como paquetes paralelos de microtúbulos entrecruzados a través del retículo endoplásmico rugoso.
Inmunohistoquímicamente, las células neoplásicas muestran reactividad para proteína S100, proteína gliofibrilar ácida (GFA), queratina, antígeno epitelial de membrana, HBME-1, cathepsina K y E-caderina, y raramente para antígeno carcinoembrionario (CEA). El material extracelular contiene colágeno de prácticamente todos los tipos.
La historia natural de este tumor se caracteriza por episodios repetidos de recurrencia local con desenlace fatal frecuentemente. Las recurrencias se pueden desarrollar diez o más años después de la terapia inicial. Las metástasis a distancia son también tardías en la evolución de la enfermedad. Los sitios más frecuentes de las mismas son la piel y el hueso, pero pueden ocurrir en muchos otros lugares, incluido el ovario.

## Biología tumoral
- La vía de señalización mTOR está hiperactivada en los cordomas sacros esporádicos: en un estudio, se demostró mediante inmunohistoquímica que 10 de los 10 cordomas mostraban fosforilación de la proteína ribosomal s6 y de EIF4EBP1.[8]

- Se ha observado una deficiencia parcial o completa del gen PTEN en casi todos los cordomas sacros[8]

## Pronóstico y tratamiento
En un estudio, la relación de supervivencia a los 10 años fue del 46%. Los cordomas condroides parecen tener un curso clínico más indolente.
En la mayoría de los casos, una resección quirúrgica completa, seguida de radioterapia, ofrece la mejor opción para un control a largo plazo de la enfermedad. Una resección incompleta del tumor primario hace más difícil el control de la enfermedad e incrementa la probabilidad de recurrencia.
Los cordomas son tumores relativamente radio-resistentes, de manera que requieren altas dosis de radiación para ser controlados. La cercanía a estructuras neurológicas vitales como el tronco cerebral y los nervios, limita la dosis de radiación que puede ser administrada de forma segura. Sin embargo, una alta dosis de radiación altamente focalizada, como terapia protónica y terapia con ion carbono son más efectivas que la terapia convencional con rayos-x.
No hay fármacos actualmente aprobados para el tratamiento del cordoma. Un ensayo clínico llevado a cabo en Italia usando Imatinib (un inhibidor de PDGFR), demostró una modesta respuesta en algunos pacientes. El mismo grupo encontró que la combinación de Imatinib con Sirolimus causó una respuesta favorable en aquellos pacientes cuyos tumores habían progresado tras ser tratados sólo con Imatinib.